# Liste antiker Ortsnamen und geographischer Bezeichnungen/Sc
| Lateinischer Name | Griechischer Name                  | Beschreibung                      | Heute                                                     | Quellen und Verweise | Lage |
| ----------------- | ---------------------------------- | --------------------------------- | --------------------------------------------------------- | -------------------- | ---- |
| Scaidava          |                                    |                                   |                                                           | Smith;               |      |
| Scaidona          |                                    |                                   |                                                           | Smith;               |      |
| Scalabis          |                                    |                                   |                                                           | Smith;               |      |
| Scaldis           |                                    |                                   |                                                           | Smith;               |      |
| Scamander         |                                    |                                   |                                                           | Smith;               |      |
| Scamandria        |                                    |                                   |                                                           | Smith;               |      |
| Scambonidae       |                                    |                                   |                                                           | Smith;               |      |
| Scampae           |                                    |                                   |                                                           | Smith;               |      |
| Scandarium        |                                    |                                   |                                                           | Smith;               |      |
| Scandeia          |                                    |                                   |                                                           | Smith;               |      |
| Scandia           | Σκανδία (Skandia)                  | große Insel in Nordeuropa         | im Gebiet von Südschweden und der dänischen Inseln        | Smith;               |      |
| Scandila          |                                    |                                   |                                                           | Smith;               |      |
| Scandinavia       |                                    | siehe Scandia                     |                                                           |                      |      |
| Scapte Hyle       |                                    |                                   |                                                           | Smith;               |      |
| Scaptia           |                                    |                                   |                                                           | Smith;               |      |
| Scarabantia       | Σκαρβαντία (Skarbantia)            | Stadt in Pannonia superior        | Sopron in Ungarn                                          | Smith;               |      |
| Scarbia           |                                    |                                   |                                                           | Smith;               |      |
| Scardus           |                                    |                                   |                                                           | Smith;               |      |
| Scarniunga        |                                    |                                   |                                                           | Smith;               |      |
| Scarphe           |                                    |                                   |                                                           | Smith;               |      |
| Scarphe           |                                    |                                   |                                                           | Smith;               |      |
| Scarpona          |                                    |                                   |                                                           | Smith;               |      |
| Scenae            |                                    |                                   |                                                           | Smith;               |      |
| Scenitae          |                                    |                                   |                                                           | Smith;               |      |
| Scepsis           |                                    |                                   |                                                           | Smith;               |      |
| Schedia           |                                    |                                   |                                                           | Smith;               |      |
| Scheria           | Σχερία (Scheria), Σχερίη (Scheriē) | mythologische Heimat der Phaiaken |                                                           | Smith;               |      |
| Schinussa         |                                    |                                   |                                                           | Smith;               |      |
| Schiste           |                                    |                                   |                                                           | Smith;               |      |
| Schoenus          | Σχοινοῦς (Schoinous)               | Stadt in Böotien                  |                                                           | Smith (1);           |      |
| Schoenus          | Σχοινοῦς (Schoinous)               | Ort in Arkadien                   |                                                           | Smith (2);           |      |
| Schoenus          |                                    | Bucht an der karischen Küste      | Bucht von Selimiye im Kreis Milas an der türkischen Küste | Smith;               |      |
| Scia              |                                    |                                   |                                                           | Smith;               |      |
| Scias             |                                    |                                   |                                                           | Smith;               |      |
| Sciathis          |                                    |                                   |                                                           | Smith;               |      |
| Sciathus          |                                    |                                   |                                                           | Smith;               |      |
| Scidrus           |                                    |                                   |                                                           | Smith;               |      |
| Scillus           |                                    |                                   |                                                           | Smith;               |      |
| Scincomagus       |                                    |                                   |                                                           | Smith;               |      |
| Scione            |                                    |                                   |                                                           | Smith;               |      |
| Sciradium         |                                    |                                   |                                                           | Smith;               |      |
| Sciri             |                                    |                                   |                                                           | Smith;               |      |
| Sciritis          |                                    |                                   |                                                           | Smith;               |      |
| Scironia Saxa     |                                    |                                   |                                                           | Smith;               |      |
| Scirri            |                                    |                                   |                                                           | Smith;               |      |
| Scirtiana         |                                    |                                   |                                                           | Smith;               |      |
| Scirtones         |                                    |                                   |                                                           | Smith;               |      |
| Scirtonium        |                                    |                                   |                                                           | Smith;               |      |
| Scirtus           |                                    |                                   |                                                           | Smith;               |      |
| Scirum            |                                    |                                   |                                                           | Smith;               |      |
| Scissum           |                                    |                                   |                                                           | Smith;               |      |
| Scittium          |                                    |                                   |                                                           | Smith;               |      |
| Scodra            | Σκόδρα (Skodra)                    | Stadt im römischen Illyrien       | Shkodra in Nordalbanien                                   | Smith;               |      |
| Scollis           |                                    |                                   |                                                           | Smith;               |      |
| Scoloti           |                                    |                                   |                                                           | Smith;               |      |
| Scolus            |                                    |                                   |                                                           | Smith;               |      |
| Scolus            |                                    |                                   |                                                           | Smith;               |      |
| Scombraria        |                                    |                                   |                                                           | Smith;               |      |
| Scombrasia        |                                    |                                   |                                                           | Smith;               |      |
| Scombrus          |                                    |                                   |                                                           | Smith;               |      |
| Scomius           |                                    |                                   |                                                           | Smith;               |      |
| Scopas            |                                    |                                   |                                                           | Smith;               |      |
| Scopelus          |                                    |                                   |                                                           | Smith;               |      |
| Scopi             |                                    |                                   |                                                           | Smith;               |      |
| Scopia            |                                    |                                   |                                                           | Smith;               |      |
| Scordisci         |                                    |                                   |                                                           | Smith;               |      |
| Scordiscus        |                                    |                                   |                                                           | Smith;               |      |
| Scordus Mons      |                                    |                                   |                                                           | Smith;               |      |
| Scotane           |                                    |                                   |                                                           | Smith;               |      |
| Scoti             |                                    |                                   |                                                           | Smith;               |      |
| Scotitas          |                                    |                                   |                                                           | Smith;               |      |
| Scotussa          |                                    |                                   |                                                           | Smith;               |      |
| Scotussa          |                                    |                                   |                                                           | Smith;               |      |
| Scultenna         |                                    |                                   |                                                           | Smith;               |      |
| Scupi             | Σκοῦποι (Skoupoi)                  | Stadt in Illyrien                 | Skopje in Mazedonien                                      | Smith;               |      |
| Scurgum           |                                    |                                   |                                                           | Smith;               |      |
| Scydises          |                                    |                                   |                                                           | Smith;               |      |
| Scydra            |                                    |                                   |                                                           | Smith;               |      |
| Scylace           |                                    |                                   |                                                           | Smith;               |      |
| Scylacium         |                                    |                                   |                                                           | Smith;               |      |
| Scylax            | Σκύλαξ (Skylax)                    | Nebenfluss des Iris in Pontos     | Çekerek Çayı                                              | Smith;               |      |
| Scyllae           |                                    |                                   |                                                           | Smith;               |      |
| Scyllaeum         |                                    |                                   |                                                           | Smith;               |      |
| Scyllaeum         |                                    |                                   |                                                           | Smith;               |      |
| Scylleticus Sinus |                                    |                                   |                                                           | Smith;               |      |
| Scyras            |                                    |                                   |                                                           | Smith;               |      |
| Scyros            |                                    |                                   |                                                           | Smith;               |      |
| Scyrus            | Σκῦρος (Skyros)                    | Fluss in Arkadien                 |                                                           | Smith;               |      |
| Scythia           | Σκυθία (Skythia)                   | Land der Skythen                  |                                                           | Smith;               |      |
| Scythini          |                                    |                                   |                                                           | Smith;               |      |
| Scythopolis       |                                    | siehe Bethsan                     |                                                           |                      |      |
| Scythotauri       |                                    |                                   |                                                           | Smith;               |      |